# Viadotto Cherca
Il viadotto Cherca (in croato Most Krka) è un viadotto autostradale croato, sito lungo l'autostrada A1 (strada europea E65) al confine fra le città di Scardona e di Sebenico.
Esso valica a grande altezza l'estuario del fiume Cherca.